# アイドマ・ホールディングス
株式会社アイドマ・ホールディングス（英: Aidma Holdings, Inc）は、東京都品川区上大崎に本社を置く日本の企業。

## 概要
2008年12月に三浦陽平によって設立。「すべての人の夢の実現に貢献する」ことを経営理念とし、「世界の可能性を広げる」というビジョンを掲げている。中小企業を中心に労働人口減少問題を解決するため、クラウドワーカーとITテクノロジーをフル活用する営業支援事業、業務支援事業、経営支援事業を展開。
2021年6月23日に東証マザーズ（現在の東証グロース市場）に上場。
営業支援事業では、営業DXツール「Sales Crowd」を活用した営業支援「セールスプラットフォーム」を提供している。
また、業務支援事業としては、在宅ワーク特化型求人サイト「mama works」、フルリモート求人特化型サイト「ReWorks」をはじめ、クラウドワーカー向け求人サイトを複数運営。「mama works」は、累計会員数41万人を超える。

## 沿革
- 2008年（平成20年）
  - 12月 - 株式会社アイドマ・ホールディングスを設立
- 2015年（平成27年）
  - 6月 - 在宅ワーク求人サイト「mama works」を開始
- 2017年（平成29年）
  - 1月 - 株式会社meet inを設立
- 2020年（令和2年）
  - 2月 - 営業支援サービス「Sales Platform」を開始
- 2021年（令和3年）
  - 4月 - 中小企業向けグループウェア「MEMBER-S」のサービス提供を開始
  - 6月 - 東京証券取引所マザーズ市場（現グロース市場）上場
  - 9月 - 株式会社Sales Crowdを設立
  - 9月 - ドコデモ株式会社より「どこでもデスクトップ」事業を譲受[9]
  - 9月 - Micoworks株式会社と資本・業務提携[10]
  - 12月 - レゴリス株式会社との資本・業務提携を締結[11]

- 2022年（令和4年）
  - 2月 - 株式会社ドゥーファとの資本・業務提携を締結[12]
  - 3月 - CXOバンク株式会社の株式取得、100％子会社化[13]
  - 3月 - H.I.F.株式会社との資本・業務提携を締結[14]
  - 6月 - マーケメディア株式会社を設立（ターゲットメディア株式会社の新設会社の株式を取得し100％子会社）[15]
  - 6月 - 株式会社補助金ポータルとの資本・業務提携[16]
  - 10月 - DOTZ株式会社との資本・業務提携を締結[17]
  - 12月 - 株式会社アッドラストの株式取得、100％子会社化[18]
  - 12月 - 株式会社メイクブイ・ホールディングスの株式取得、100％子会社化[19]
  - 12月 - 株式会社Gotoschoolと資本・業務提携を締結[20]

- 2023年（令和5年）
  - 2月 - 株式会社キーパーソンマーケティングを設立（株式会社アクセラレータよCOLABO事業を譲受）[21]
  - 2月 - 株式会社市場分析研究所を設立（インサイトパートナーズ合同会社よりディールラボ事業を譲受）[22]
  - 3月 - 株式会社 S-Designを設立[23]
  - 9月 - 株式会社Proud Partnersと資本・業務提携を締結[24]

## 子会社
- 株式会社meet in
- 株式会社Sales Crowd
- CXOバンク株式会社
- 株式会社マーケメディア
- 株式会社アッドラスト
- 株式会社メイクブイ・ホールディングス
- 株式会社キーパーソンマーケティング
- 株式会社市場分析研究所
- 株式会社S-Design